# Draft de Expansión de la NBA de 1970
El Draft de Expansión de la NBA de 1970 fue la quinta ocasión en la que la NBA ampliaba su número de equipos desde su creación, y se produjo por la aparición de tres nuevas franquicias en la liga, Buffalo Braves, Cleveland Cavaliers y Portland Trail Blazers, cuyas ciudades, Buffalo, Cleveland y Portland, habían sido agraciadas el 6 de febrero de 1970. La liga pasaba a tener 17 equipos.
Se celebró el 11 de mayo, y se estableció que los Braves elegirían en primer lugar, los Blazers segundos y los Cavaliers terceros, alternándose el orden en sucesivas rondas. Así, el que había elegido en tercer lugar tenía derecho a la cuarta elección, y así sucesivamente. el draft se prolongó hasta que cada equipo tenía seleccionados 11 jugadores de entre los que no protegieron el resto de los equipos.

## Claves
| Pos.     | G    | F     | C     |
| Posición | Base | Alero | Pívot |

|  | Denota jugador miembro del Basketball Hall of Fame                                                 |
|  | Denota jugador que ha sido seleccionado al menos en un All-Star Game y un Mejor Quinteto de la NBA |
|  | Denota jugador que ha sido seleccionado al menos en un All-Star Game                               |

## Selecciones
| Jugador          | Pos. | Nacionalidad   | Equipo                 | Equipo anterior        | Años en la NBA | Carrera con la franquicia | Ref.   |
| ---------------- | ---- | -------------- | ---------------------- | ---------------------- | -------------- | ------------------------- | ------ |
| Em Bryant        | G    | Estados Unidos | Buffalo Braves         | Boston Celtics         | 6              | 1970–1972                 | [ 2 ]  |
| Freddie Crawford | G/F  | Estados Unidos | Buffalo Braves         | Milwaukee Bucks        | 4              | 1970                      | [ 3 ]  |
| Dick Garrett     | G    | Estados Unidos | Buffalo Braves         | Los Angeles Lakers     | 1              | 1970–1973                 | [ 4 ]  |
| Herm Gilliam     | G/F  | Estados Unidos | Buffalo Braves         | Cincinnati Royals      | 1              | 1970-1971                 | [ 5 ]  |
| Bill Hosket      | F/C  | Estados Unidos | Buffalo Braves         | New York Knicks        | 2              | 1970–1972                 | [ 6 ]  |
| Bailey Howell    | F    | Estados Unidos | Buffalo Braves         | Boston Celtics         | 11             | —                         | [ 7 ]  |
| Paul Long        | G    | Estados Unidos | Buffalo Braves         | Detroit Pistons        | 2              | 1970-1971                 | [ 8 ]  |
| Mike Lynn        | F    | Estados Unidos | Buffalo Braves         | Los Angeles Lakers     | 1              | 1970                      | [ 9 ]  |
| Don May          | F    | Estados Unidos | Buffalo Braves         | New York Knicks        | 2              | 1970-1971                 | [ 10 ] |
| Ray Scott        | F/C  | Estados Unidos | Buffalo Braves         | Baltimore Bullets      | 9              | —                         | [ 11 ] |
| George Wilson    | C    | Estados Unidos | Buffalo Braves         | Philadelphia 76ers     | 6              | 1970-1971                 | [ 12 ] |
| Butch Beard      | G    | Estados Unidos | Cleveland Cavaliers    | Atlanta Hawks          | 1              | 1971-1972; 1975           | [ 13 ] |
| Len Chappell     | F/C  | Estados Unidos | Cleveland Cavaliers    | Milwaukee Bucks        | 8              | 1970                      | [ 14 ] |
| Johnny Egan      | G    | Estados Unidos | Cleveland Cavaliers    | Los Angeles Lakers     | 9              | 1970                      | [ 15 ] |
| Bob Lewis        | G    | Estados Unidos | Cleveland Cavaliers    | San Francisco Warriors | 3              | 1970-1971                 | [ 16 ] |
| McCoy McLemore   | F/C  | Estados Unidos | Cleveland Cavaliers    | Detroit Pistons        | 6              | 1970-1971                 | [ 17 ] |
| Don Ohl          | G    | Estados Unidos | Cleveland Cavaliers    | Atlanta Hawks          | 10             | —                         | [ 18 ] |
| Loy Petersen     | G    | Estados Unidos | Cleveland Cavaliers    | Chicago Bulls          | 2              | —                         | [ 19 ] |
| Luther Rackley   | C    | Estados Unidos | Cleveland Cavaliers    | Cincinnati Royals      | 1              | 1970–1971                 | [ 20 ] |
| Bingo Smith      | G/F  | Estados Unidos | Cleveland Cavaliers    | San Diego Rockets      | 1              | 1970–1979                 | [ 21 ] |
| John Warren      | G/F  | Estados Unidos | Cleveland Cavaliers    | New York Knicks        | 1              | 1970–1974                 | [ 22 ] |
| Walt Wesley      | C    | Estados Unidos | Cleveland Cavaliers    | Chicago Bulls          | 4              | 1970–1972                 | [ 23 ] |
| Rick Adelman     | G    | Estados Unidos | Portland Trail Blazers | San Diego Rockets      | 2              | 1970–1973                 | [ 24 ] |
| Jerry Chambers   | F    | Estados Unidos | Portland Trail Blazers | Phoenix Suns           | 2              | —                         | [ 25 ] |
| LeRoy Ellis      | F/C  | Estados Unidos | Portland Trail Blazers | Baltimore Bullets      | 8              | 1970-1971                 | [ 26 ] |
| Fred Hetzel      | F/C  | Estados Unidos | Portland Trail Blazers | Philadelphia 76ers     | 5              | —                         | [ 27 ] |
| Joe Kennedy      | F    | Estados Unidos | Portland Trail Blazers | Seattle SuperSonics    | 2              | —                         | [ 28 ] |
| Ed Manning       | F    | Estados Unidos | Portland Trail Blazers | Chicago Bulls          | 3              | 1970-1971                 | [ 29 ] |
| Stan McKenzie    | G/F  | Estados Unidos | Portland Trail Blazers | Phoenix Suns           | 3              | 1970–1972                 | [ 30 ] |
| Dorie Murrey     | F/C  | Estados Unidos | Portland Trail Blazers | Seattle SuperSonics    | 4              | 1970                      | [ 31 ] |
| Pat Riley        | G/F  | Estados Unidos | Portland Trail Blazers | San Diego Rockets      | 3              | —                         | [ 32 ] |
| Dale Schlueter   | C    | Estados Unidos | Portland Trail Blazers | San Francisco Warriors | 2              | 1970–1972; 1977-1978      | [ 33 ] |
| Larry Siegfried  | F    | Estados Unidos | Portland Trail Blazers | Boston Celtics         | 7              | —                         | [ 34 ] |